# بوریسلاو بوریسوف (بازیکن فوتبال)
بوریسلاو بوریسوف (انگلیسی: Borislav Borisov؛ زادهٔ ۲۷ سپتامبر ۱۹۹۰) بازیکن فوتبال اهل بلغارستان است.
از باشگاه‌هایی که در آن بازی کرده است می‌توان به باشگاه فوتبال لیتکس لووچ اشاره کرد.